# Hanne Hegh
Hanne Hegh   (Oslo, 27 d'abril de 1960) és una exjugadora d'handbol noruega que va competir durant les dècades de 1980 i 1990. És la mare de la també jugadora d'handbol Emilie Hegh Arntzen.
El 1988 va prendre part en els Jocs Olímpics de Seül, on guanyà la medalla de plata en la competició d'handbol. En el seu palmarès també destaca una medalla de bronze al campionat del món d'handbol de 1986. Entre 1979 i 1990 jugà un total de 202 partits amb la selecció nacional en què marcà 361 gols.
A nivell de clubs jugà a l'Oppsal IF i al Gjerpen IF, amb qui va guanyar dos títols de lliga i quatre de copa. Entre 1997 i 2010 formà part de l'equip tècnic que entrenà la selecció noruega d'handbol.